# 東大門区
東大門区（トンデムンく）は、大韓民国、ソウル特別市東部にある区。
区名の由来となっている東大門は隣接する鐘路区にある。

## 歴史
- 1943年6月10日 京畿道京城府敦岩町、昌信町、崇仁町、新設町、龍頭町、安岩町、祭基町、清凉里町、回基町、里門町、徽慶町、典農町、鍾岩町、踏十里町、城北町の区域をもって、京畿道京城府東大門区を設置。
- 1946年10月9日 区内の「町」を「洞」に改称。
- 1949年8月13日 敦岩洞、安岩洞、鍾岩洞、城北洞を城北区へ分割。
- 1963年1月1日
  - 城東区から面牧洞を編入。
  - 京畿道楊州郡九里面の一部を編入。
- 1975年10月1日
  - 昌信洞、崇仁洞および新設洞の一部を鐘路区に編入。
  - 普門洞を城北区に編入。
  - 城東区から中谷洞・君子洞の各一部を編入。
- 1988年1月1日 面牧洞、上鳳洞、中和洞、墨洞、忘憂洞、新内洞を中浪区へ分割。

## 行政区域

行政区域図

幾度かの洞の統合を経て、現在は15の洞が存在する。2023年現在、区長は第8回全国同時地方選挙 (韓国)で初当選した国民の力所属のイ・ピルヒョン。
| 行政洞                                | 法定洞         |
| ------------------------------------- | -------------- |
| 新設洞（シンソルトン）                | 新設洞、龍頭洞 |
| 龍頭洞（ヨンドゥドン）                | 龍頭洞         |
| 祭基洞（チェギドン）                  | 祭基洞         |
| 典農第1洞（チョンノンジェイルトン）   | 典農洞         |
| 典農第2洞（チョンノンジェイドン）     | 典農洞         |
| 踏十里第1洞（タプシムニジェイルトン） | 踏十里洞       |
| 踏十里第2洞（タプシムニジェイドン）   | 踏十里洞       |
| 長安第1洞（チャンアンジェイルトン）   | 長安洞         |
| 長安第2洞（チャンアンジェイドン）     | 長安洞         |
| 清凉里洞（チョンニャンニドン）        | 清凉里洞       |
| 回基洞（フェギドン）                  | 回基洞         |
| 徽慶第1洞（フィギョンジェイルトン）   | 徽慶洞         |
| 徽慶第2洞（フィギョンジェイドン）     | 徽慶洞         |
| 里門第1洞（イムンジェイルトン）       | 里門洞         |
| 里門第2洞（イムンジェイドン）         | 里門洞         |

## 教育

### 大学
- ソウル市立大学校
- 慶熙大学校
- 韓国外国語大学校
- サイバー外国語大学校

### 研究機関
- 高等科学院

## 交通

### 鉄道
- 韓国鉄道公社（KORAIL）
  - 電鉄

- 京元線（京義・中央線、1号線）

清凉里駅 - 回基駅 - 外大前駅 - 新里門駅
- 中央線（京義・中央線）

清凉里駅 - 回基駅
- ITX-青春

清凉里駅
- 盆唐線 

清凉里駅
- - 一般鉄道
- ソウル交通公社

- 1号線

清凉里駅 - 祭基洞駅 - 新設洞駅
- 2号線（聖水支線）

龍頭駅 - 新設洞駅
- 5号線

踏十里駅 - 長漢坪駅
- 牛耳新設軽電鉄

- 牛耳新設線

新設洞駅